# Phradmon
Phradmon (altgriechisch Φράδμων) war ein griechischer Bildhauer aus Argos, der in der zweiten Hälfte des 5. Jahrhunderts v. Chr. tätig war.
Bei Plinius wird er neben Pheidias, Polykleitos, Kresilas und Kydon unter den bekannten Bildhauern seiner Zeit genannt, seine Hauptschaffenszeit soll in der 90. Olympiade (420–417 v. Chr.) gelegen haben. Im Rahmen eines Wettstreits in Ephesos mit den größten Künstlern seiner Zeit um 430 v. Chr. schuf er für das Heiligtum der Artemis in Ephesos die Statue einer Amazone. Kopien dieser Statuen sind nur von seinen Konkurrenten Phidias, Polyklet und Kresilas erhalten. Eine früher dem Phradmon zugeschriebene Kopie einer Amazone aus der Villa Doria Pamphili wird heute als Umbildung einer Statue des Polyklet betrachtet. 
Nach Pausanias schuf Phradmon zwei Siegerstatuen des Amertas von Elis, der bei den Olympischen Spielen in Olympia im Ringen der Jungen (90. Spiele 420 v. Chr.) und bei den Pythischen Spielen in Delphi im Ringen der Erwachsenen siegreich war. Aus einer Inschrift aus Ostia geht hervor, dass er dort eine Statue der delphischen Pythia Charite schuf.
Ein Epigramm des Theodoridas (genannt auch Theodoridas von Syrakus) aus der 2. Hälfte des 3. Jahrhunderts v. Chr. berichtet von einem zwölf Bronzekühe umfassenden Monumentalwerk des Phradmon, das als Votivgabe der Illyrer anlässlich eines militärischen Sieges vor dem Tempel der Athena Itonia in Thessalien aufgestellt wurde. Falls die gängige Datierung des ausschlaggebenden Ereignisses 356 v. Chr. zutrifft, muss das Werk von einem anderen Bildhauer gleichen Namens geschaffen worden sein.